# Семковци
Семковци (болг. Семковци) — село в Болгарии. Находится в Великотырновской области, входит в общину Велико-Тырново.

## Политическая ситуация
Семковци подчиняется непосредственно общине и не имеет своего кмета.
Кмет (мэр) общины Велико-Тырново — Румен Рашев (независимый) по результатам выборов в правление общины.